# 鈴鹿工業高等専門学校
独立行政法人国立高等専門学校機構鈴鹿工業高等専門学校（どくりつぎょうせいほうじんこくりつこうとうがっこうせんもんがっこうきこうすずかこうぎょうこうとうせんもんがっこう、英称:National Institute of Technology, Suzuka College）は、三重県鈴鹿市に所在する日本の国立高等専門学校である。1962年に設置され、鈴鹿高専という略称で呼ばれる。

## 沿革[1]

### 略歴
1962年に設立された。俳人の山口誓子が校歌を作詞した。

### 年表
- 1962年4月1日 - 機械工学科、電気工学科、工業化学科の3学科で、国立高等専門学校として発足
- 1966年4月1日 - 金属工学科を設置
- 1986年4月1日 - 金属工学科を材料工学科に改組
- 1989年4月1日 - 電子情報工学科を設置
- 1993年4月1日 - 専攻科 （電子機械工学専攻、 応用物質工学専攻）を設置
- 1997年4月1日 - 工業化学科を生物応用化学科に改組
- 2003年4月1日 - 電気工学科を電気電子工学科に名称変更
- 2004年4月1日 - 独立行政法人国立高等専門学校機構へ移管
- 2017年4月1日 - Suzuka National College of Technology (略: SNCT) から、現在の英称に変更
- - 専攻科 2専攻（電子機械工学専攻、応用物質工学専攻）を1専攻（総合イノベーション工学専攻）に改組

## 設置学科
括弧内の英字は略称である。

### 学科
- 機械工学科(M)
- 電気電子工学科(E)
- 電子情報工学科(I)
- 生物応用化学科(C)
- 材料工学科(S)

卒業時には準学士の称号が授与される。

### 専攻科
- 総合イノベーション工学専攻(A)

平成29年4月から、鈴鹿高専専攻科は1専攻（総合イノベーション工学専攻）3コース（環境・資源コース、エネルギー・機能創成コース、ロボットテクノロジーコース）へと高度化再編された。
平成28年度入学生までは従来の以下2専攻となる。
- 電子機械工学専攻(D)
- 応用物質工学専攻(B)

本科4,5学年及び専攻科1,2学年では一貫した教育プログラムとして「複合型生産システム工学」教育プログラムが設定され、JABEE認定を受けている。本科の卒業生で、専攻科において2年以上にわたって62単位以上を修得し、大学評価・学位授与機構が行う学修成果についての審査並びに試験に合格すれば、学士の学位が授与される。これによって、本校専攻科の修了者は大学院入学の資格が得られる。なお、本校専攻科を修了するには、さらに「複合型生産システム工学」教育プログラムが要求する教育内容・水準などを満たすことが修了要件として規定されている。

## 学生生活
創造教育プロジェクトとして、「アイデア対決・全国高等専門学校ロボットコンテスト」、「全国高等専門学校プログラミングコンテスト」、鈴鹿サーキットにて行われる「ソーラーカーレース」の3つの事業を積極的に支援している。

### ロボコン
鈴鹿高専では、「アイデア対決・全国高等専門学校ロボットコンテスト」に部活ではなくプロジェクトとして参加している。
このプロジェクトは通常の「ロボ研」部員の他、授業としてロボコンを選択した学生で構成されている。
東海北陸地区内では珍しい、モジュール化や安全化の進んだ電子回路が評価されている。ほぼ毎年地区大会で多くの賞を受賞していたが、2005年度は賞を受賞することはおろか一回戦を勝ち抜くこともできなかった。
しかし2006年度には、全国大会進出は逃したものの強豪が多いとされる東海北陸地区で準優勝を成し遂げた。2012年度には全国大会出場、特別賞（本田技研工業株式会社）を受賞した。

### プロコン
2006年度の「全国高等専門学校プログラミングコンテスト」自由部門で電子情報工学科の有志の学生が全国優勝を果たし、同校の情報教育に注目が集まっている。

### 文化祭
通称「高専祭」。鈴鹿高専では学生全員の出席をとるため、学生の参加数が多く比較的規模の大きい文化祭が開かれる。
一般教室棟前に特設舞台を設置し、その上で各種イベントが執り行われ、各部やクラスが食品などの出店を出すのが普通。
各学科を紹介するために学生の作品を展示したり、教員が講座を開いたりしている。

2003年度から2017年度まで毎年シンクロの公演が行われていた。2019年、ウォータボーイズに代わる新たな目玉行事としてe-スポーツ大会が開かれている。

### 部活動
全国高等専門学校体育大会(高専大会)では多くの運動部が全国大会で活躍し、特に剣道部は何年も連続して優勝・準優勝を成し遂げている。
また、男子学生によるシンクロが有名で「全国高校ウォーターボーイズ選手権」全国大会で2連覇している。

#### シンクロ
水泳部をはじめとする男子シンクロチームが、フジテレビ主催の「全国高校ウォーターボーイズ選手権」第1回、第2回の2連覇の優勝という偉業を成し遂げている。
水中スピーカーの考案等高専らしい技術を見せる。
高専は5年制だが、高校生大会に参加できる3年生までの水泳部員が少なかったため、第２回大会出場のメンバーの中で第1回大会に出場していたのは1人だけだった。2017年にはテレビ朝日の「ミュージックステーション」にも出演した。
2003年度から文化祭で毎年シンクロの公演が行われており、全国優勝を果たしてから観客が爆発的に増えて、公演当日には早朝から大勢の人が整理券を求めて列を作っていた。約2000人が学校のプールサイドを埋めたこともあった。2019年、約40年が経過したプールは浄化装置などが老朽化し、改修資金確保（約1000万円）ができなかったことから、学校は授業を含め、使用をやめることとした。

## 卒業後の進路
卒業予定者約200名のうち約半数の学生が専攻科または国立大学への編入などで学士取得の道を進む。その数は年間100名を越え、年度によっては150名を越えることもある。また、国内の有名メーカーを筆頭に多くの企業から求人が寄せられており、その求人倍率は20倍(平成18年度）と、就職する学生にとって有利な状況である。

## 関係者と組織

### 関係者組織
- 同窓会は「青峰同窓会[7]」と称する。

### 関係者一覧
- 石岡繁雄 - 名誉教授。ナイロンザイル事件を問題提起し、高所安全に関する研究を行なった。
- 勝山正嗣 - 元校長
- 吉田潤一 - 元校長
- 橋本雅之 - 元専任講師

### 著名な卒業生・在校生
- 下野幸助 - 衆議院議員、前三重県議会議員
- 大矢知直登 - マイクロキャビン創業者
- 中島志保 - スノーボード選手、女子ハーフパイプ日本代表
- 衛藤昂 - 陸上競技選手
- はるか2号 - YouTuber

## 対外関係

### 他大学との協定

#### 国内大学
- 2016年3月に「高等教育コンソーシアムみえ」を締結。
- 放送大学学園と単位互換協定を結んでおり、放送大学で取得した単位を卒業に要する単位として認定することができる[8]